# Felix Ehrenhaft
Felix Ehrenhaft (Viena, 24 de abril de 1879 – Viena, 4 de março de 1952) foi um físico austríaco, que contribuiu para a física atômica, medição de carga elétrica e propriedades ópticas de coloides metálicos.

## Publicações
- Ehrenhaft, Felix: Das optische Verhalten der Metallkolloide und deren Teilchengröße, 1903.
- Ehrenhaft, Felix: Über die Messung von Elektrizitätsmengen, die kleiner zu sein scheinen als die Ladung des einwertigen Wasserstoffions oder Elektrons und von dessen Vielfachen abweichen, Kais. Akad. Wiss. Wien, Sitzber. math.-nat. Kl. 119 (IIa) 815-867, 1910
- Ehrenhaft, Felix: Das mikromagnetische Feld, 1926.
- Ehrenhaft, Felix: Die longitudinale und transversale Elektro- und Magnetophorese, Phys. Zeit. 31, 478-485, 1930
- Ehrenhaft, Felix: "Photophoresis and the Influence upon it of Electric and Magnetic fields", Phil. mag. 11 (1931),140-146
- Ehrenhaft, Felix: "Physical and Astronomical information Concerning Particles of the Order of Magnitude of the Wavelength of Light", Journal of the Franklin Institute, vol 230: 381-393 (Sept. 1940)
- Ehrenhaft, Felix and Banet, Leo: "Is there a true magnetism or not" Phil. sci. 8 (1941), 458-462
- Ehrenhaft, Felix: "Stationary Electric and Magnetic Fields in Beams of Light", Nature 147: 25 (Jan. 4, 1941).
- Ehrenhaft, Felix: "Photophoresis and Its Interpretation by Electric and Magnetic Ions", Journal of the Franklin Institute, vol 233 (March 1942), pp. 235–255.
- Ehrenhaft, Felix: "The Magnetic Current", Science 94: 232-233 (Sept 5, 1941).
- Ehrenhaft, Felix and Banet, Leo: "The Magnetic Ion", Science 96: 228-229 (Sept. 4, 1942).
- Ehrenhaft, Felix: "The Magnetic Current in Gases", Physical Review 61: 733 (1942).
- Ehrenhaft, Felix: "Decomposition of Matter Through the Magnet (Magnetolysis)", Physical Review 63: 216 (1943).
- Ehrenhaft, Felix: "Magnetolysis and the Electric Field Around the Magnetic Current", Physical Review 63: 461-462 (1943).
- Ehrenhaft, Felix: "Further Facts Concerning the magnetic Current", Physical Review 64: 43 (1943).
- Ehrenhaft, Felix: "New Experiments about the Magnetic Current", Physical Review 65: 62-63 (1944).
- Ehrenhaft, Felix: "Continuation of Experiments with the Magnetic Current", Physical Review 65: 256 (1944).
- Ehrenhaft, Felix: "The Decomposition of Water by the So-Called Permanent Magnet...", Physical Review 65: 287-289 (May 1944).
- Ehrenhaft, Felix: "The Magnetic Current", Nature 154: 426-427 (Sept. 30, 1944)
- Ehrenhaft, Felix: "On Photophoresis, the true magnetic Charge and on helical Motion of Matter in Fields" (Review of his scientific work part 1, in German), Acta Physica Austriaca 4: 461 - 488 (1951).
- Ehrenhaft, Felix: "On Photophoresis, the true magnetic Charge and on helical Motion of Matter in Fields" (Review of his scientific work part 2, in German), Acta Physica Austriaca 5:  12 - 29 (1952).